# Jakub Bukowski
Jakub Bukowski (* 1. November 2000 in Sanok) ist ein polnischer Eishockeyspieler, der seit 2022 beim GKS Tychy in der Polska Hokej Liga unter Vertrag steht.

## Karriere

### Club
Jakub Bukowski begann seine Karriere als Eishockeyspieler in der Jugendabteilung des KH Sanok in seiner Heimatstadt. 2014 wechselte er zum UKH Debica in die polnische U18-Liga. Anschließend sammelte er mit dem SMS Sosnowiec, der Mannschaft der Nachwuchsakademie des polnischen Verbandes, in der Spielzeit 2016/17 erste Erfahrungen in der Polska Hokej Liga. Nachdem er 2017 bis 2019 beim HC Poruba in tschechischen Juniorenklassen gespielt hatte, kehrte er zu den Playoffs 2019 in seine Heimatstadt zurück und wurde mit der U20 von KH Sanok polnischer Juniorenmeister. Nach diesem Erfolg schloss er sich dem CP Meyrin aus der Schweiz an, wo er im Juniorenbereich und mit dem Herrenteam in der 2. Amateur Regio League spielte. Nachdem er die Jahre 2020 bis 2022 wieder bei seinem Heimatklub KH Sanok verbracht hatte, spielt er seit 2022 beim Ligakonkurrenten GKS Tychy.

### International
Für Polen nahm Bukowski, der im Juniorenbereich nie international spielte, erstmals an der Weltmeisterschaft der Division I 2022, als der Aufstieg von der B- in die A-Gruppe gelang, teil. Er erzielte dabei im Penaltyschießen den Siegtreffer beim 3:2-Erfolg gegen die Ukraine.

## Erfolge und Auszeichnungen
- 2019 Polnischer U20-Meister mit dem KH Sanok
- 2022 Aufstieg in die Division I, Gruppe A, bei der Weltmeisterschaft der Division I, Gruppe B

## PHL-Statistik
(Stand: Ende der Spielzeit 2022/23)